# Горивицы (Лычёвская волость, у д. Булынино)
Горивицы — деревня в Великолукском районе Псковской области России. Входит в состав сельского поселения «Лычёвская волость».
Расположена в 11 км к югу от центра города Великие Луки и в 2 км к востоку от деревни Булынино.

## Население
Численность населения по оценке на 2000 год составляла 24 жителя, на 2010 год — 24 жителя.